# Theodor van Kessel

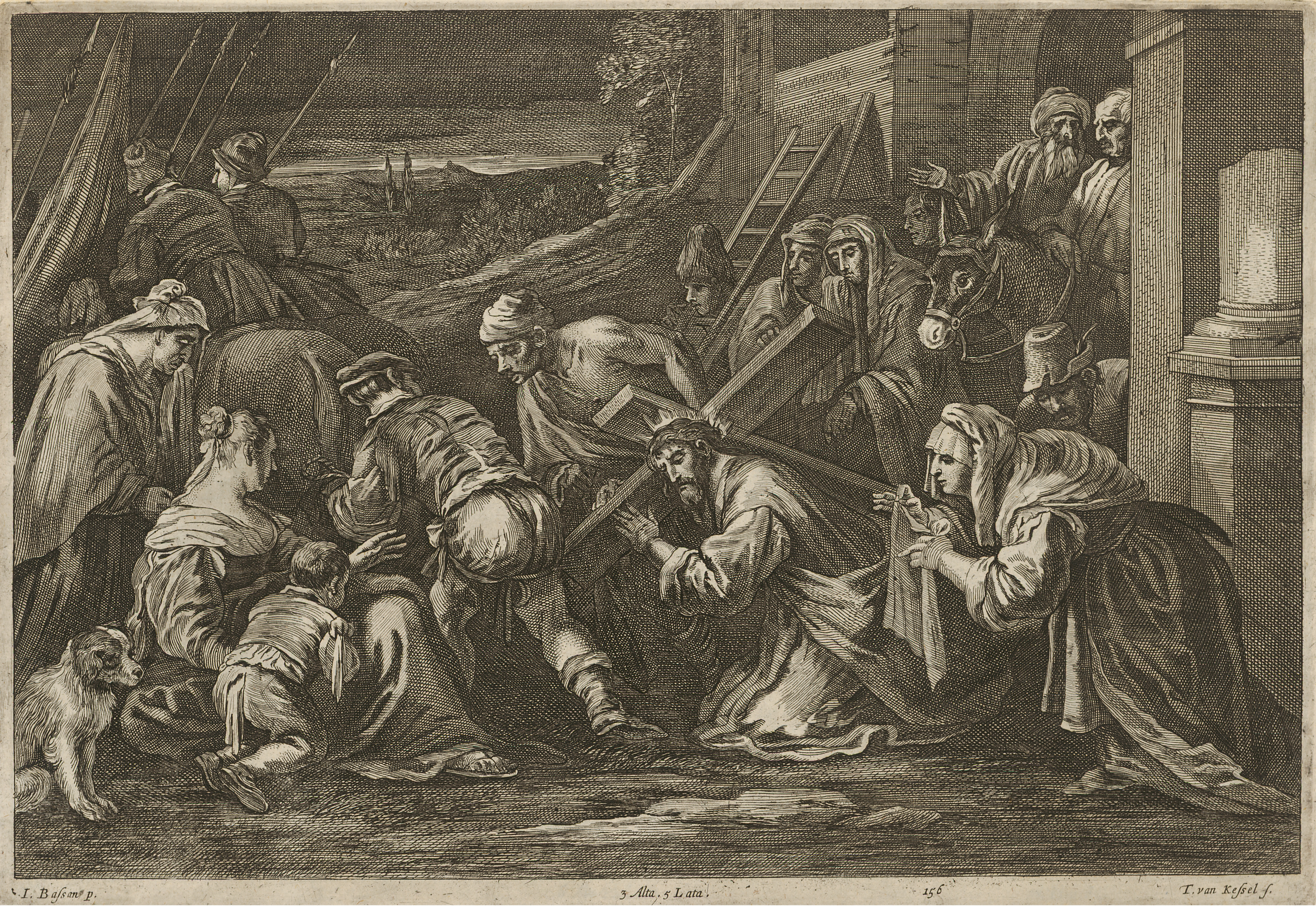
Cristo cargando con la cruz, grabado de Theodor van Kessel según Jacopo Bassano para el Theatrum Pictorium de David Teniers el Joven

Theodor van Kessel (c. 1620-después de 1660) fue un dibujante y grabador en cobre activo principalmente en Amberes.

## Biografía y obra
Muy poco es lo que se conoce de su biografía: debió de nacer en Holanda hacia 1620, posiblemente en Utrecht, y en 1651 se encontraba en Roma, según consta por haber inscrito su nombre en esa fecha en la catacumba de Domitila. Un año después se estableció en Amberes, donde se tiene constancia de su actividad hasta 1660.
Trabajó a las órdenes de David Teniers el Joven en la serie de doscientos cuarenta y tres grabados de reproducción de los cuadros de la colección de pintura italiana formada en Bruselas por el archiduque Leopoldo Guillermo, reunidos en un volumen publicado en 1660 con el título Theatrum Pictorium. De ellos veintisiete llevan la firma de Van Kessel, destacando por su número los de asunto mitológico, entre los que cabe recordar Diana y Calisto según Tiziano, a partir de la versión actualmente conservada en el Kunsthistorisches Museum, réplica hecha por el propio pintor veneciano o por su taller de uno de los cuadros de la serie de poesías pintadas para Felipe II, o Venus y Adonis, de la misma serie de las poesías, aunque en este caso el modelo es una de las muchas copias hechas del original ticianesco firmada por Andrea Schiavone.
También por modelos de Schiavone grabó el Nacimiento de Júpiter, Júpiter amamantado por Amaltea, Apolo y Cupido y Apolo y Dafne y, con atribución a Giorgione, el Rapto de Europa, el Nacimiento de Paris y una Resurrección de Cristo, entre los asuntos de la historia sagrada, a la que también pertenecen La adoración de los pastores y Cristo camino del Calvario de Jacopo Bassano.
En el mismo género del grabado de reproducción firmó copias de obras de Rubens y Frans Snyders, el Carlos V en la batalla de Mühlberg de Tiziano, reducido al busto, o el retrato de Thomas Willeboirts Bosschaert para la Iconografía de Anton van Dyck.
Cierto interés por el mundo animal está también presente en su obra. Con el título Alcune animali grabó en 1654 una serie de diez aguafuertes con animales domésticos en paisajes rurales sobre dibujos de Jan van de Hecke, y los caballos serán protagonistas principales de dos serie más: Batailles et Rencontres (1654), por dibujo propio, serie formada por seis grabados dedicados a la caballería del archiduque Leopoldo Guillermo, en la que se incluye el retrato ecuestre del propio archiduque, y una segunda serie también al aguafuerte de seis escenas de batallas de la caballería por dibujos de Pieter Snayers, con el año 1656 inscrito en una de las estampas.